# 鲁瓦塞
鲁瓦塞（法語：Roisey，法語發音：[ʁwazɛ]）是法国卢瓦尔省的一个市镇，位于该省东南部，皮拉山区，属于圣艾蒂安区。

## 地理
鲁瓦塞（45°23'15"N, 4°40'19"E）面积13.03 平方千米，位于法国奥弗涅-罗讷-阿尔卑斯大区卢瓦尔省，该省份为法国中南部省份，北起顺时针与索恩-卢瓦尔省、罗讷省、伊泽尔省、阿尔代什省、上盧瓦爾省、多姆山省和阿列省接壤。
与鲁瓦塞接壤的市镇（或旧市镇、城区）包括：韦拉讷、贝塞、佩吕桑。
鲁瓦塞的时区为UTC+01:00、UTC+02:00（夏令时）。

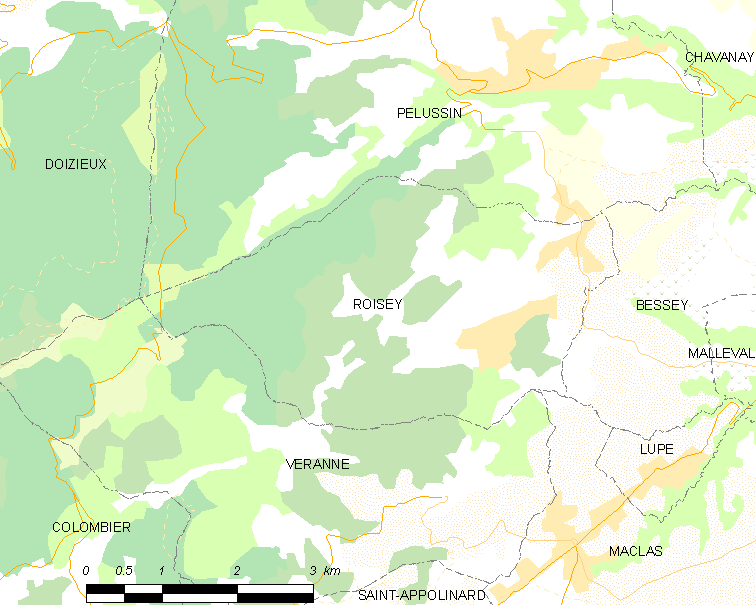
鲁瓦塞的OSM定位图

## 行政
鲁瓦塞的邮政编码为42520，INSEE市镇编码为42191。

## 政治
鲁瓦塞所属的省级选区为勒皮拉县。

## 交通
卢瓦尔省省道D19线和D34线在境内交汇。

## 人口

1962-2008年间鲁瓦塞人口变化图示

鲁瓦塞于2022年1月1日时的人口数量为1006人。